# Onychocerus aculeicornis
Onychocerus aculeicornis é uma espécie do gênero Onychocerus.  

## Taxonomia
A espécie foi descrita em 1818 por William Kirby. 